# Cabra del Santo Cristo
Cabra del Santo Cristo ist ein südspanischer Ort und eine Gemeinde (municipio) mit insgesamt 1.651 Einwohnern (Stand: 2024) im Süden der Provinz Jaén in der autonomen Region Andalusien. Neben dem Hauptort Cabra del Santo Cristo bilden die Weiler um die Bahnstationen Estación de Cabra und Estación de Huesa die Gemeinde.

## Lage
Cabra del Santo Cristo liegt in der Sierra Mágina, einem Teilgebiet der Sierra Morena, knapp 58 km (Fahrtstrecke) ostsüdöstlich der Provinzhauptstadt Jaén in einer Höhe von ca. 940 m. Das Klima im Winter ist gemäßigt, im Sommer dagegen warm bis heiß; die geringen Niederschlagsmengen (ca. 506 mm/Jahr) fallen – mit Ausnahme der nahezu regenlosen Sommermonate – verteilt übers ganze Jahr.

## Bevölkerungsentwicklung
| Jahr      | 1970  | 1980  | 1990  | 2000  | 2010  | 2020  |
| Einwohner | 3.353 | 2.895 | 2.311 | 2.244 | 2.027 | 1.789 |

Die kontinuierliche Bevölkerungsrückgang in der zweiten Hälfte des 20. Jahrhunderts ist im Wesentlichen auf die Mechanisierung der Landwirtschaft und den damit einhergehenden Verlust an Arbeitsplätzen zurückzuführen.

## Sehenswürdigkeiten
- alte Burg (Castillo de Cabra del Santo Cristo) aus dem 13. Jahrhundert
- Marienkirche (Iglesia de Nuestra Señora de la Expectación) aus dem 17. Jahrhundert
- Rathaus

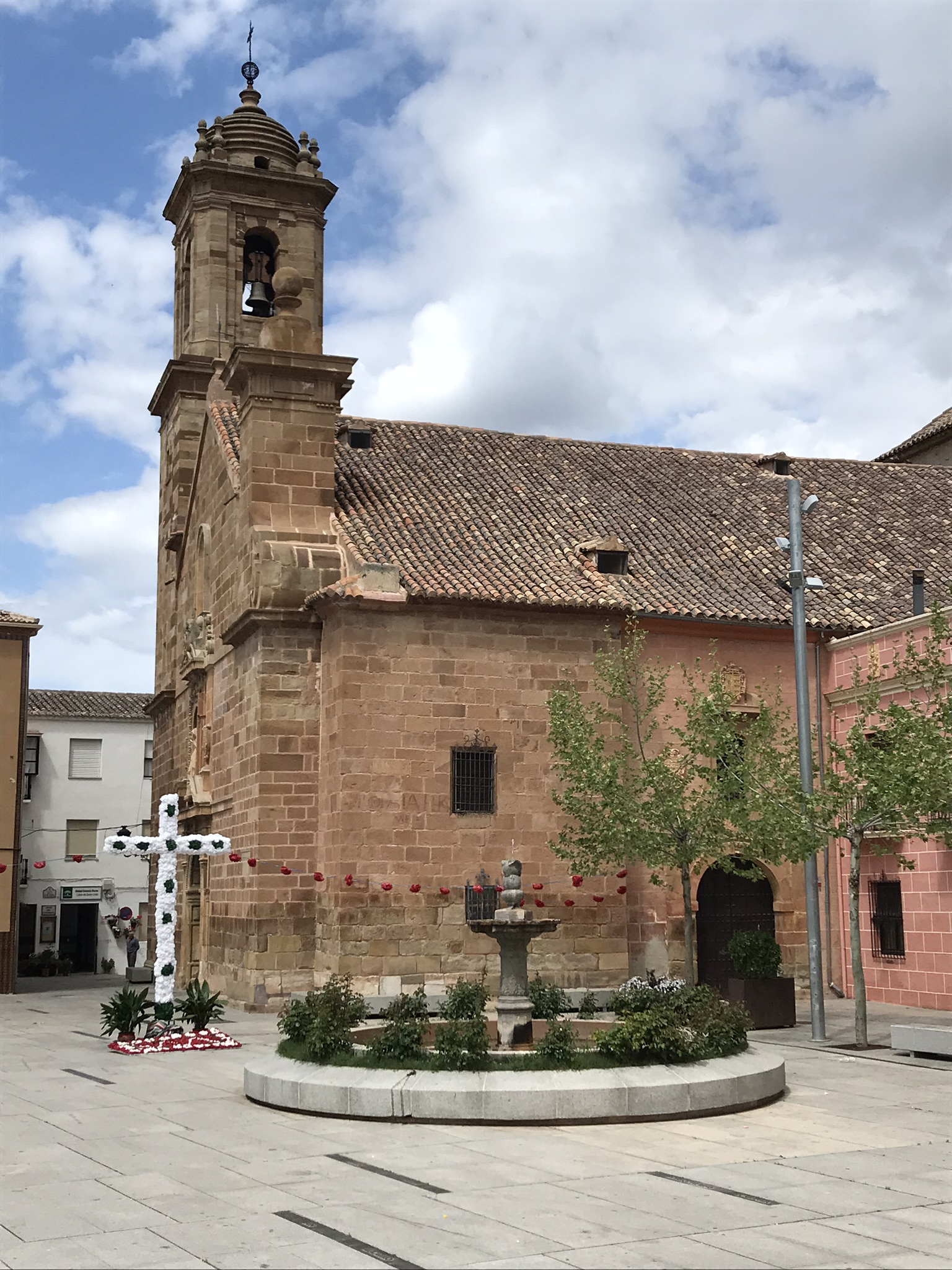
Marienkirche

## Persönlichkeiten
- Francisco Hidalgo (1929–2009), Karikaturist